# Parade (musical)
Parade è un musical con libretto di Alfred Uhry e musica e parole di Jason Robert Brown. Il musical è esordito a Broadway nel 1998 e ha vinto due Tony Awards per Miglior Libretto e Miglior Colonna Sonora Originale (su nove nomination in totale) e sei Drama Desk Awards. Lo show ha avuto un tour nazionale negli Stati Uniti e numerose produzioni professionali e amatoriali sia negli Stati Uniti che all'estero.

## Contesto storico
Il musical drammatizza il processo di Leo Frank, direttore ebreo di una fabbrica, avvenuto realmente nel 1913. Frank fu accusato e condannato per aver stuprato e ucciso una sua operaia di tredici anni, Mary Phagan. Il processo diventò famoso e causò tensioni antisemitiche ad Atlanta a nello Stato della Georgia. Quando fu condannato all'ergastolo anziché all'impiccagione, Leo Frank fu rapito e impiccato a Marietta, città natale di Mary Phagan. Gli eventi circostanti le investigazioni e il processo causarono la riapparizione del Ku Klux Klan e la nascita dell'organizzazione per i diritti civili degli ebrei, la Anti-Defamation League.

## Trama

### Atto I
Il musical si apre a Marietta, in Georgia, nel periodo della guerra di secessione americana. Il suono dei tamburi accompagna un giovane soldato confederato, che dice addio alla sua fidanzata per andare a combattere per la sua patria. Gli anni passano e improvvisamente è il 1913. Il giovane soldato è diventato un veterano con una gamba sola che si sta preparando a marciare alla parata annuale del Memorial Day per i soldati confederati caduti (“The Old Red Hills of Home”). Durante la parata (“The Dream of Atlanta”), Leo Frank, uno yankee ebreo proveniente da Brooklyn, New York, è profondamente a disagio nella città in cui vive e lavora, sentendosi fuori posto a causa della sua religione e della sua formazione universitaria (“How Can I Call This Home?”). Il suo disagio è presente anche nel rapporto con la moglie, Lucille, che ha progettato un pic-nic, rovinato dalla decisione di Leo di andare a lavorare durante un giorno festivo. Nel frattempo, due ragazzi del posto, Frankie Epps e Mary Phagan, flirtano. Frankie chiede a Mary di andare al cinema con lui, ma Mary resiste giocosamente, insistendo che sua madre non la lascerebbe (“The Picture Show”). Mary se ne va per ricevere la sua paga settimanale alla fabbrica di matite gestita da Leo Frank. 
Mentre Leo è al lavoro, Lucille lamenta lo stato del loro matrimonio, sentendosi trascurata da un uomo così avvolto in se stesso. Riflette sulla sua vita insoddisfacente e si chiede se Leo sia l’uomo giusto per lei (“Leo at Work/What Am I Waiting For?”). Mary Phagan entra nell'ufficio di Leo per ricevere il suo stipendio. Quella notte, due poliziotti, Starnes e Ivey, svegliano Frank e, senza dirgli perché, chiedono che li accompagni alla fabbrica, dove Mary Phagan è stata violentata e uccisa nel seminterrato. La polizia sospetta immediatamente Newt Lee, il guardiano notturno afro-americano che ha scoperto il corpo (“Interrogation”). Nel corso della sua interrogazione, egli sostiene la sua innocenza, ma dirige inavvertitamente i sospetti di Starnes su Frank, che non ha risposto al telefono quando Lee lo ha chiamato per segnalare l'incidente. Leo viene arrestato ma non condannato. La signora Phagan, madre di Mary, e sua figlia Lizzie vengono a conoscenza della morte di Mary. 
Dall'altra parte della città, un reporter di nome Britt Craig viene informato dell'omicidio di Mary e vede la possibilità di un’esclusiva (“Big News”). Nel frattempo, il governatore Slaton fa pressione sul procuratore locale Hugh Dorsey per andare a fondo di tutta la vicenda. Dorsey, un politico ambizioso, con uno scadente numero di arresti sul suo conto, decide di trovare l'assassino.
Craig assiste al funerale di Mary, dove gli abitanti di Marietta sono arrabbiati, tristi e sconcertati dalla tragedia che ha così inaspettatamente mandato in frantumi la comunità. (“There Is a Fountain/It Don’t Make Sense”). Frankie Epps giura vendetta sull’assassino di Mary, così come Tom Watson – editore del Jeffersonian, un giornale estremista di destra – che si è interessato particolarmente al caso (“Tom Watson’s Lullaby”).
Dorsey, Starnes e Ivey interrogano Newt Lee, ma non ottengono alcuna informazione. Dorsey rilascia Newt, essendo giunto alla conclusione che “impiccare un altro negro non è sufficiente questa volta. Dobbiamo fare di meglio.” In seguito, accusa Leo Frank, e ordina a Starnes e a un riluttante Ivey di trovare testimoni oculari (“Something Ain’t Right”). Craig esalta al prospetto di scrivere una vera e propria notizia esclusiva e inizia un’efficace campagna di diffamazione contro Leo Frank (“Real Big News”).
Leo incontra il suo avvocato, Luther Z. Rosser, che promette di “vincere questo caso, e mandarlo a casa”. Nel frattempo, Dorsey fa un patto con il bidello della fabbrica e ex detenuto Jim Conley per testimoniare contro Frank in cambio di non venire accusato di fuga dalla prigione precedente. Lucille, braccata dai giornalisti, perde le staffe e rimprovera privatamente Craig quando lui tenta di ottenere un’intervista (“You Don’t Know This Man”). Lucille dice a Leo che non può sopportare di vedere il suo processo, ma lui la prega di rimanere in aula, poiché la sua assenza lo farebbe sembrare colpevole.
Il processo di Leo Frank inizia, presieduto dal giudice Roan. Una folla isterica si raccoglie fuori dal tribunale, mentre Tom Watson esprime la sua rabbia (“Hammer of Justice”) e Hugh Dorsey inizia l'accusa (“Twenty Miles from Marietta”). L'accusa presenta una serie di testimoni, la maggior parte dei quali danno false testimonianze, che sono state chiaramente suggerite da Dorsey. Frankie Epps sostiene, falsamente, che l’ultima volta che ha visto Mary lei gli abbia detto che Frank “la guardava in modo strano”, e la stessa identica cose viene ripetuta da tre giovanissime colleghe di Mary: Iola, Essie e Monteen (“The Factory Girls”). In una scena di fantasia, Leo diventa un seduttore lascivo nella loro testimonianza (“Come Up to My Office”). Altre due testimonianze vengono date dalla madre di Mary (“My Child Will Forgive Me”) e Minnie McKnight, e infine il testimone favorito dall'accusa, il bidello Jim Conley, sale sul podio, sostenendo di aver assistito all'omicidio e di aver aiutato Leo a coprire il crimine (“That’s What He Said”).
Leo è disperato, ma Rosser gli consiglia di rimanere in silenzio, assicurandogli di avere un piano. Mentre il procuratore Hugh Dorsey manda gli osservatori e i giurati al processo in delirio, a Leo viene data la possibilità di fornire una dichiarazione. Leo offre un discorso sincero, implorando di essere creduto (“It’s Hard to Speak My Heart”), ma questo non è sufficiente. Egli è dichiarato colpevole e condannato all'impiccagione. La folla danza allegramente mentre Lucille e Leo si abbracciano, terrorizzati (“Summation and Cakewalk”).

### Atto II
Leo ha iniziato il suo appello al processo. Il processo è stato notato dalla stampa del Nord, che disapprova del modo in cui è stata condotto, ma gli afro-americani del posto si chiedono se la reazione sarebbe stata così forte se la vittima fosse stata di colore (“A Rumblin’ and a Rollin’”). Lucille cerca di aiutare Leo con il suo appello, ma rivela a Craig informazioni cruciali, provocando un litigio tra Leo e Lucille (“Do It Alone”). Lucille poi incontra il Governatore Slaton a una festa (“Pretty Music”) e tenta di sostenere la causa di Leo. Lo accusa di essere o un pazzo o un vigliacco se dovesse accettare l'esito del processo così com’è. Nel frattempo, Tom Watson parla con Hugh Dorsey e gli dice che sosterrà la sua campagna per diventare governatore nel caso decidesse di candidarsi.
Dorsey e il giudice Roan vanno a pesca e discutono del clima politico e delle prossime elezioni (“The Glory”).
Il governatore decide di riaprire il caso, e Leo e Lucille gioiscono (“This Is Not Over Yet”). Slaton visita le ragazze della fabbrica, che ammettono di aver esagerato, e Minnie, che sostiene che Dorsey l’abbia intimidita e le abbia fatto firmare una dichiarazione. Slaton visita anche Jim Conley, tornato in carcere per aver fatto da complice nell'omicidio. Jim si rifiuta di cambiare la sua storia, nonostante le evidenti incongruenze con le prove, e assieme alla sua squadra di lavoratori forzati non fornisce alcuna informazione, con grande dispiacere di Slaton (“Blues: Feel the Rain Fall”).
Dopo aver considerato attentamente il caso, Slaton accetta di commutare la condanna di Leo all’ergastolo a Milledgeville, Georgia, una mossa che conclude efficacemente la sua carriera politica. I cittadini di Marietta, guidati da Dorsey e Watson, sono infuriati (“Where Will You Stand When the Flood Comes?”). Leo si rende conto di provare un profondo amore per la moglie e di averla sempre sottovalutata (“All the Wasted Time”). Quando Lucille se n’è andata, un gruppo di uomini mascherati (tra cui Starnes, Ivey, Frankie Epps, e il vecchio soldato confederato) irrompe nella prigione e rapisce Leo. Lo portano a Marietta e gli chiedono di confessare l'omicidio, pena la morte. Leo si rifiuta, e anche se Ivey è convinto della sua innocenza, il resto della folla è determinato a ucciderlo. Come sua ultima richiesta, Leo chiede un paio di pantaloni, dal momento che indossa solo la camicia da notte, e dà a Ivey il suo anello di nozze da dare a Lucille. La folla lo impicca su una quercia (“Sh'ma”).
Qualche giorno dopo, Britt Craig – pieno di rimorso – dà a Lucille l'anello di Leo, che gli è stato consegnato in forma anonima. È sorpreso di scoprire che lei non ha intenzione di lasciare Atlanta, anche se si rifiuta di far sì che Leo sia morto per niente. Da sola, soffre il lutto, ma si consola convincendosi che Leo è con Dio e libero dal suo calvario. La parata del Memorial Day ricomincia (“Finale”).

## Numeri Musicali

### Atto I
- Prologue: "The Old Red Hills of Home" – Giovane Soldato, Vecchio Soldato e Compagnia
- Anthem: "The Dream of Atlanta" – Compagnia
- "How Can I Call This Home?" – Leo e Compagnia
- "The Picture Show" – Mary e Frankie
- "Leo At Work" / "What Am I Waiting For?" – Leo e Lucille
- "Interrogation: "I Am Trying to Remember..." – Newt Lee
- "Big News!" – Britt Craig
- Funeral: "There is a Fountain" / "It Don't Make Sense" – Frankie e Compagnia
- "Watson's Lullaby" – Tom Watson
- "Somethin' Ain't Right" – Hugh Dorsey
- "Real Big News" – Britt Craig e Compagnia
- "You Don't Know This Man" – Lucille
- "It Is Time Now"– Fiddling John, Tom Watson e Compagnia
- "Twenty Miles From Marietta" – Hugh Dorsey
- "Frankie's Testimony" – Frankie e Mary
- "Factory Girls / Come Up to My Office" – Iola, Essie, Monteen / Leo
- "Newt Lee's Testimony" – Newt Lee
- "My Child Will Forgive Me" – Mrs. Phagan
- "That's What He Said" – Jim Conley e Compagnia
- "Leo's Statement: It's Hard to Speak My Heart" – Leo
- "Closing Statements & Verdict" – Giurati e Compagnia

### Atto II
- "Rumblin' and a Rollin'" – Riley, Angela, Jim Conley e Newt Lee
- "Do It Alone" – Lucille
- "Pretty Music" – Governatore Slaton
- "Letter to the Governor"– Giudice Roan
- "This Is Not Over Yet" – Leo e Lucille
- "Factory Girls (Reprise)" – Leo, Lucille, Iola e Ragazze della Fabbrica
- "Blues: Feel the Rain Fall" – Jim Conley e Chain Gang
- "Where Will You Stand When the Flood Comes?" – Tom Watson, Hugh Dorsey, e Compagnia
- "All the Wasted Time" – Leo e Lucille
- "Sh'ma" – Leo
- Finale: "The Old Red Hills of Home" – Lucille, Leo, Frankie, e Compagnia